# Princ (Prince of Persia)
Princ je ime koje se daje skupini izmišljenih likova koji djeluju kao glavni protagonisti franšize Princ of Persia, koju je razvio i objavio Ubisoft. Bilo je nekoliko različitih prinčevih likova koji svi dijele opće osobine. Najistaknutija verzija prvi je put predstavljena u igri Prince of Persia: The Sands of Time iz 2003. godine, koja je nastupila u velikom broju igara smještenih u kontinuitet te igre. U ponovnom pokretanju 2008. godine, Princ nije iz kraljevske obitelji, ali planirano je da zaradi svoj naslov tijekom svog putovanja.
Princa je izvorno stvorio Jordan Mechner za originalnu igru iz 1989. godine. Njegovi glavni koncepti za lik preuzeti su iz bliskoistočne fantastike poput "Tisuće i jedne noći", dok je za njegovu atletiku nadahnuće otvorio "Raiders of the Lost Ark". Pokrete lika stvorio je Mechner snimajući snimke svog brata i prenoseći ih u igru koristeći rotoskopiranje. Za The Sands of Time Princ je redizajniran i prepravljen, a tijekom njegovih nastavaka razvijan je na razne načine. U filmu Prince of Persia iz 2010. godine Princ nosi ime Dastan (perzijski: دستان), a portretirao ga je Jake Gyllenhaal.
Iako su javno i kritičko mišljenje pojedinih Prinčeva varirali, karakter je općenito pozitivno prihvaćen. Originalni Princ doživio je kao proboj u dizajnu igranja, dok su se njegovi nastupi u The Sands of Time razlikovali, s posebnim kritikama na njegov mračni prikaz u Warrior Within.

## Karakteristike
Princ predstavlja više likova u brojnim igricama, ali svi ti likovi dijele opće osobine. Većina Prinčevih inkarnacija kraljevske je linije, iako u originalnim igrama lik u početku toga nije bio svjestan. U ponovnom pokretanju franšize u 2008. godini, Princ je umjesto toga lik na epskom putovanju koje će ga na kraju oblikovati u Princa. Svaki je Princ bio vješt u akrobacijama i borbama, a prema Jordanu Mechneru, igrani serijal i naslovni lik bili su "nerazdvojni". Prema Ben Mattesu, koncept Princa postao je sinonim za broj potencijalnih priča unutar serije Prince of Persia, zajedno s definiranjem osobina ujedinjavanja različitih inkarnacija.
Verzija Princa koja je prošla najviše razvoja je lik iz Sands of Time i njegovih nastavaka. Mechner je opisao Princa dok je na otvaranju Sands of Time prikazan kao "drznika koji se utrkuje ispred napadačke vojske kako bi stekao "čast i slavu" time što je prvi ukrao vrijedan trofej rata". Ceri Young, spisateljica The Forgotten Sands, opisala je ovog mladog Princa kao "arogantnog i žudnog moći". Za Warrior Within, Princ je pretvoren u mračniji, bezosjećajniji lik koji se morao suočiti s posljedicama svojih postupaka. Dijelom je to bilo zbog toga što se Malletu nije svidio završetak Sands of Time-a, u kojem je Princ sve poništio i zbog toga prošao nekažnjeno za svoje postupke. The Two Thrones, programeri su igrali na prethodne teme dualnosti kada su stvarali i Princa i njegove sposobnosti. Za The Forgotten Sands dobio je osobnost sličnu onoj prisutnoj u prvoj igri.

## Vanjske poveznice
- Službena web stranica Princa Perzije